# بوندین
بوندین (به لاتین: Bundin) یک منطقهٔ مسکونی در روسیه است که در استان آستراخان واقع شده‌است.